# Sauce normande

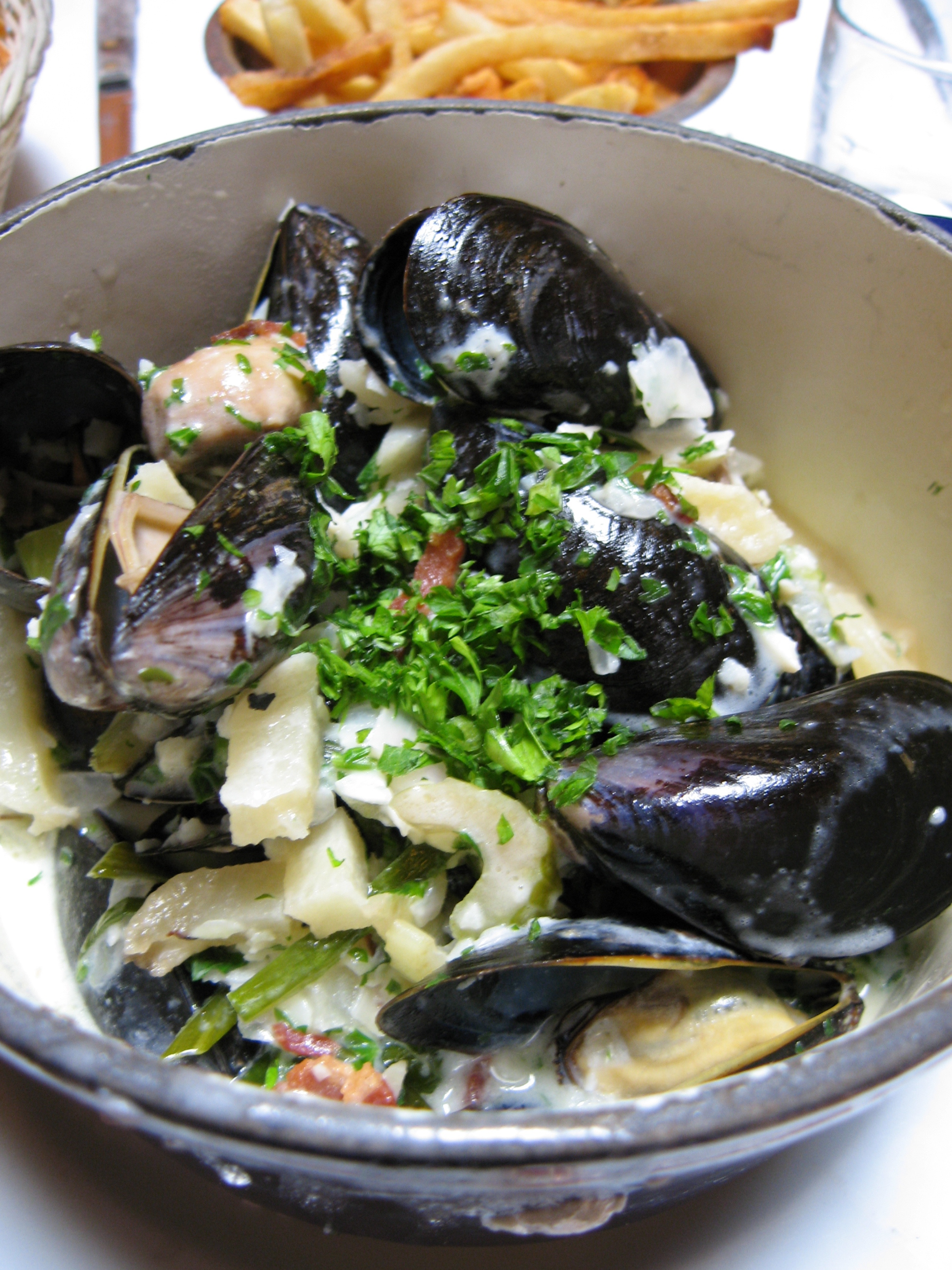
Sauce normande accompagnant des moules.

La sauce normande est une spécialité culinaire de Normandie. Il existe en fait deux sauces normandes, l’une destinée à l’accompagnement de la viande et des légumes, l’autre au poisson.
La sauce normande destinée à l’accompagnement de la viande et des légumes consiste en un oignon blondi au beurre auquel on ajoute de la farine avant de le mouiller avec du cidre puis d’y ajouter du beurre froid avec sel, poivre et noix de muscade. La sauce est ensuite complétée à la crème fraîche allongée de jus de citron.
La sauce normande destinée à l’accompagnement du poisson consiste en un roux confectionné avec un fumet obtenu à partir de parures et arêtes de poissons blancs sués au beurre, auxquels viennent s’ajouter un oignon émincé et un bouquet garni avant de mouiller au cidre avec sel, poivre et fines herbes. Des jaunes d’œuf allongés de jus de citron sont ensuite ajoutés.